# Саша Ендрюс
Саша Ендрюс (англ. Sasha Andrews; народилась 24 лютого 1983 року в Едмонтоні, провінція Альберта) — канадський футбольний захисник, яка виступає за ісландський клубу УМФ Afturelding в Урвалсдейлд. Вона отримала бронзову медаль з канадською національною футбольною командою 2007 року на Панамериканських іграх.

## Кар'єра
Вона грала за Ванкувер Уайткапс і Палі Блюз в USL W-лізі, Ліндеруд-Грей в Toppserien і Perth Glory в Австралійській Жіночій лізі (W-ліга).